# Latvijas Sauszemes spēki
Latvijas Sauszemes spēki – wojska lądowe, jeden z rodzajów Łotewskich Sił Zbrojnych.

## Wyposażenie

### W służbie

#### Pojazdy
| Nazwa                                 | Zdjęcie                               | Typ                                    | Wersja                                | Liczba                                | Uwagi                                                             | Przypisy                              |
| Opancerzone transportery rozpoznawcze | Opancerzone transportery rozpoznawcze | Opancerzone transportery rozpoznawcze  | Opancerzone transportery rozpoznawcze | Opancerzone transportery rozpoznawcze | Opancerzone transportery rozpoznawcze                             | Opancerzone transportery rozpoznawcze |
| ------------------------------------- | ------------------------------------- | -------------------------------------- | ------------------------------------- | ------------------------------------- | ----------------------------------------------------------------- | ------------------------------------- |
| CVR(T)                                |                                       | transporter opancerzony                |                                       | 205                                   |                                                                   | [ 1 ] [ 2 ] [ 3 ]                     |
| Artyleria                             |                                       |                                        |                                       |                                       |                                                                   |                                       |
| M109                                  |                                       | haubica samobieżna                     | M109A5Ö                               | 35                                    | 35 haubic i 10 wozów dowodzenia odkupiono od Austrii w 2017 roku. | [ 4 ]                                 |
| Samochody opancerzone                 |                                       |                                        |                                       |                                       |                                                                   |                                       |
| HMMWV                                 |                                       | samochód opancerzony                   | M1043A2M1113                          | 308                                   |                                                                   | [ 5 ]                                 |
| Mercedes-Benz G                       |                                       | samochód opancerzony                   | 290GD                                 | 50                                    |                                                                   | [ 6 ]                                 |
| Snatch Land Rover                     |                                       | samochód opancerzony                   |                                       | 9                                     |                                                                   | [ 7 ]                                 |
| Ciężarówki                            |                                       |                                        |                                       |                                       |                                                                   |                                       |
| Scania                                |                                       | Ciężarówka                             | P93NM154                              | 1848                                  |                                                                   | [ 6 ]                                 |
| Mercedes-Benz Unimog                  |                                       | Ciężarówka                             | U1300                                 | 120                                   |                                                                   | [ 8 ]                                 |
| Samochody terenowe                    |                                       |                                        |                                       |                                       |                                                                   |                                       |
| Mercedes-Benz G                       |                                       | samochód terenowy                      | 240GD 300GDN                          |                                       |                                                                   | [ 7 ]                                 |
| Land Rover Defender                   |                                       | samochód terenowy                      | D110                                  | 2                                     | Używane przez żandarmerię                                         | [ 8 ]                                 |
| Polaris RZR                           |                                       | pojazd terenowy                        | MRZR-2 MRZR-4 MV850                   | 62                                    |                                                                   | [ 9 ]                                 |
| Can-Am Outlander                      |                                       | quad                                   | Outlander MAX 650XT                   | 582                                   |                                                                   | [ 10 ] [ 8 ]                          |
| Pojazdy specjalistyczne               |                                       |                                        |                                       |                                       |                                                                   |                                       |
| Bv 206                                |                                       | gąsienicowy przegubowy pojazd wojskowy | Bv 206A Bv 206F                       |                                       | Podarowane przez Szwecję w 2002 oraz 2003 roku.                   | [ 11 ]                                |

### Bezzałogowe statki powietrzne
| Nazwa                    | Zdjęcie | Wersja    | Liczba    | Uwagi                                | Przypisy |
| ------------------------ | ------- | --------- | --------- | ------------------------------------ | -------- |
| AeroVironment RQ-20 Puma |         | RQ-20A    | 3 zestawy | każdy zestaw składa się z 3 aparatów | [ 12 ]   |
| UAV Factory Penguin C    |         | Penguin C |           |                                      | [ 13 ]   |

### Planowane

#### Pojazdy
| Nazwa                     | Państwo                   | Liczba                    |
| Stacje radiolokalizacyjne | Stacje radiolokalizacyjne | Stacje radiolokalizacyjne |
| ------------------------- | ------------------------- | ------------------------- |
| TPS-77                    | Stany Zjednoczone         | 3                         |

#### Broń ręczna
| Nazwa                | Państwo              | Liczba               |
| Broń przeciwpancerna | Broń przeciwpancerna | Broń przeciwpancerna |
| -------------------- | -------------------- | -------------------- |
| Carl Gustaf          | Szwecja              | 800                  |

## Stopnie wojskowe[16]
| Oficerowie Łotewskich Wojsk Lądowych | Oficerowie Łotewskich Wojsk Lądowych | Oficerowie Łotewskich Wojsk Lądowych | Oficerowie Łotewskich Wojsk Lądowych | Oficerowie Łotewskich Wojsk Lądowych | Oficerowie Łotewskich Wojsk Lądowych | Oficerowie Łotewskich Wojsk Lądowych | Oficerowie Łotewskich Wojsk Lądowych | Oficerowie Łotewskich Wojsk Lądowych | Oficerowie Łotewskich Wojsk Lądowych |
|                                      | Generałowie                          | Generałowie                          | Generałowie                          | Oficerowie                           | Oficerowie                           | Oficerowie                           | Oficerowie                           | Oficerowie                           | Oficerowie                           |
| ------------------------------------ | ------------------------------------ | ------------------------------------ | ------------------------------------ | ------------------------------------ | ------------------------------------ | ------------------------------------ | ------------------------------------ | ------------------------------------ | ------------------------------------ |
| Naramiennik                          |                                      |                                      |                                      |                                      |                                      |                                      |                                      |                                      |                                      |
| Polski odpowiednik Ranga             | Generał porucznik Ģenerālleitnants   | Generał major Ģenerālmajors          | Generał brygady Brigādes Ģenerālis   | Pułkownik Pulkvedis                  | Podpułkownik Pulkvežleitnants        | Major Majors                         | Kapitan Kapteinis                    | Porucznik Virsleitnants              | Podporucznik Leitnants               |
| Odpowiada w systemie NATO            | OF-8                                 | OF-7                                 | OF-6                                 | OF-5                                 | OF-4                                 | OF-3                                 | OF-2                                 | OF-1                                 | OF-1                                 |

| Podoficerowie Łotewskich Wojsk Lądowych | Podoficerowie Łotewskich Wojsk Lądowych | Podoficerowie Łotewskich Wojsk Lądowych | Podoficerowie Łotewskich Wojsk Lądowych | Podoficerowie Łotewskich Wojsk Lądowych | Podoficerowie Łotewskich Wojsk Lądowych | Podoficerowie Łotewskich Wojsk Lądowych | Podoficerowie Łotewskich Wojsk Lądowych | Podoficerowie Łotewskich Wojsk Lądowych |
|                                         | Sierżanci                               | Sierżanci                               | Sierżanci                               | Sierżanci                               | Sierżanci                               | Szeregowi                               | Szeregowi                               | Szeregowi                               |
| --------------------------------------- | --------------------------------------- | --------------------------------------- | --------------------------------------- | --------------------------------------- | --------------------------------------- | --------------------------------------- | --------------------------------------- | --------------------------------------- |
| Naramiennik                             |                                         |                                         |                                         |                                         |                                         |                                         |                                         |                                         |
| Polski odpowiednik Ranga                | Starszy chorąży Augstākais virsseržants | Chorąży Galvenais virsseržants          | Sierżant sztabowy Štāba virsseržants    | Starszy sierżant Virsseržants           | Sierżant Seržants                       | Kapral Kaprālis                         | Starszy szeregowy Dižkareivis           | Szeregowy Kareivis                      |
| Odpowiada w systemie NATO               | OR-9                                    | OR-8                                    | OR-7                                    | OR-6                                    | OR-5                                    | OR-4                                    | OR-3                                    | OR-2                                    |